# 第14回ゴールデングローブ賞
14th Golden Globe Awards

作品賞（ドラマ部門）: 

 八十日間世界一周 
映画賞（ミュージカル・コメディ部門）:

 王様と私 
第14回ゴールデングローブ賞（だい14かいゴールデングローブしょう）は、1956年の映画を対象としており、1957年2月28日に発表された。

## 受賞一覧

### 作品賞（ドラマ部門）
『八十日間世界一周』（マイケル・アンダーソン）
- 『ジャイアンツ』（ジョージ・スティーヴンス）
- 『炎の人ゴッホ』（ヴィンセント・ミネリ）
- 『雨を降らす男』（ジョセフ・アンソニー（英語版））
- 『戦争と平和』（キング・ヴィダー）

### 作品賞（ミュージカル・コメディ部門）
『王様と私』（ウォルター・ラング）
- 『バス停留所』（ジョシュア・ローガン）
- en:The Opposite Sex （デイヴィッド・ミラー）
- en:The Solid Gold Cadillac （リチャード・クワイン）
- 『八月十五夜の茶屋』（ダニエル・マン）[1][2]

### 主演男優賞（ドラマ部門）
カーク・ダグラス - 『炎の人ゴッホ』
- ゲイリー・クーパー - 『友情ある説得』
- チャールトン・ヘストン - 『十戒』
- バート・ランカスター - 『雨を降らす男』
- カール・マルデン -  『ベビイ・ドール』[3]

### 主演女優賞 (ドラマ部門)
イングリッド・バーグマン - 『追想』
- キャロル・ベイカー - 『ベビイ・ドール』
- ヘレン・ヘイズ - 『追想』
- キャサリン・ヘプバーン - 『雨を降らす男』
- オードリー・ヘプバーン - 『戦争と平和』[4]

### 主演男優賞 (ミュージカル・コメディ部門)
カンティンフラス - 『八十日間世界一周』
- マーロン・ブランド - 『八月十五夜の茶屋』
- ユル・ブリンナー - 『王様と私』
- グレン・フォード - 『八月十五夜の茶屋』
- ダニー・ケイ - 『ダニー・ケイの黒いキツネ』[5]

### 主演女優賞 (ミュージカル・コメディ部門)
デボラ・カー - 『王様と私』
- ジュディ・ホリデイ - en:The Solid Gold Cadillac
- 京マチ子 - 『八月十五夜の茶屋』
- マリリン・モンロー - 『バス停留所』
- デビー・レイノルズ - en:Bundle of Joy[6]

### 助演男優賞
アール・ホリマン - 『雨を降らす男』
- エディ・アルバート - 『八月十五夜の茶屋』
- オスカー・ホモルカ - 『戦争と平和』
- アンソニー・クイン - 『炎の人ゴッホ』
- イーライ・ウォラック - 『ベビイ・ドール』[7]

### 助演女優賞
アイリーン・ヘッカート - 『悪い種子』
- en:Mildred Dunnock - 『ベビイ・ドール』
- マージョリー・メイン - 『友情ある説得』
- ドロシー・マローン - 『風と共に散る』
- パティ・マコーマック - 『悪い種子』[8]

### 監督賞
エリア・カザン - 『ベビイ・ドール』
- マイケル・アンダーソン - 八十日間世界一周
- ヴィンセント・ミネリ - 『炎の人ゴッホ』
- ジョージ・スティーヴンス - 『ジャイアンツ』
- キング・ヴィダー - 『戦争と平和』[9]

### 新人男優賞
3人タイ
- ジョン・カー
- ポール・ニューマン
- アンソニー・パーキンス[10]

### 新人女優賞
3人タイ
- キャロル・ベイカー
- ジェーン・マンスフィールド
- ナタリー・ウッド[11]

### New Foreign Star of the year - Actor
en:Jacques Bergerac

### New Foreign star of the year - Actress
en:Taina Elg

### 国際賞
Battle Hymn（ダグラス・サーク）
- 『友情ある説得』（ウィリアム・ワイラー）
- 『王様と私』（ウォルター・ラング）
- 『八月十五夜の茶屋』（ダニエル・マン）[13]

### テレビ業績賞
- en:Playhouse 90
- en:This Is Your Life
- en:Matinee Theater
- 『ミッキーマウス・クラブ』
- 『シャイアン』[14]

### セシル・B・デミル賞
マーヴィン・ルロイ

### ハリウッド市民賞
ロナルド・レーガン

### 特別業績賞
- ディミトリ・ティオムキン for recognition in film music[16]
- Edwin Schallert for advancing the film industry[16]
- エリザベス・テイラー for consistent performance[16]

### ヘンリエッタ賞
ジェームズ・ディーンとキム・ノヴァク